# Mort

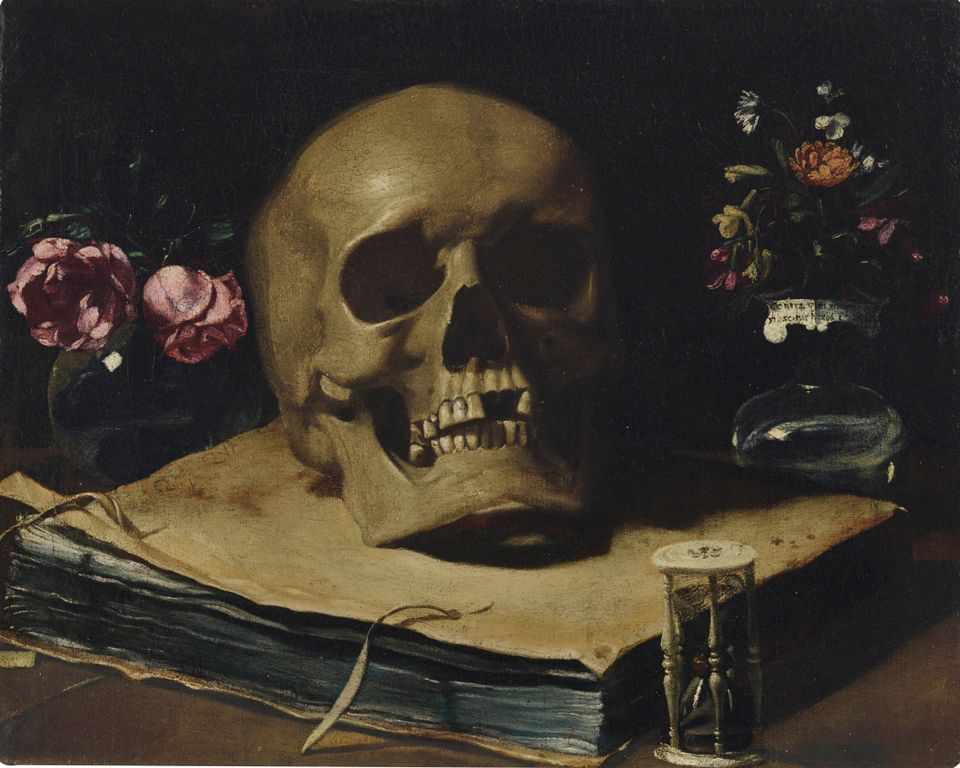
Le crâne humain est un symbole universel de la mort.

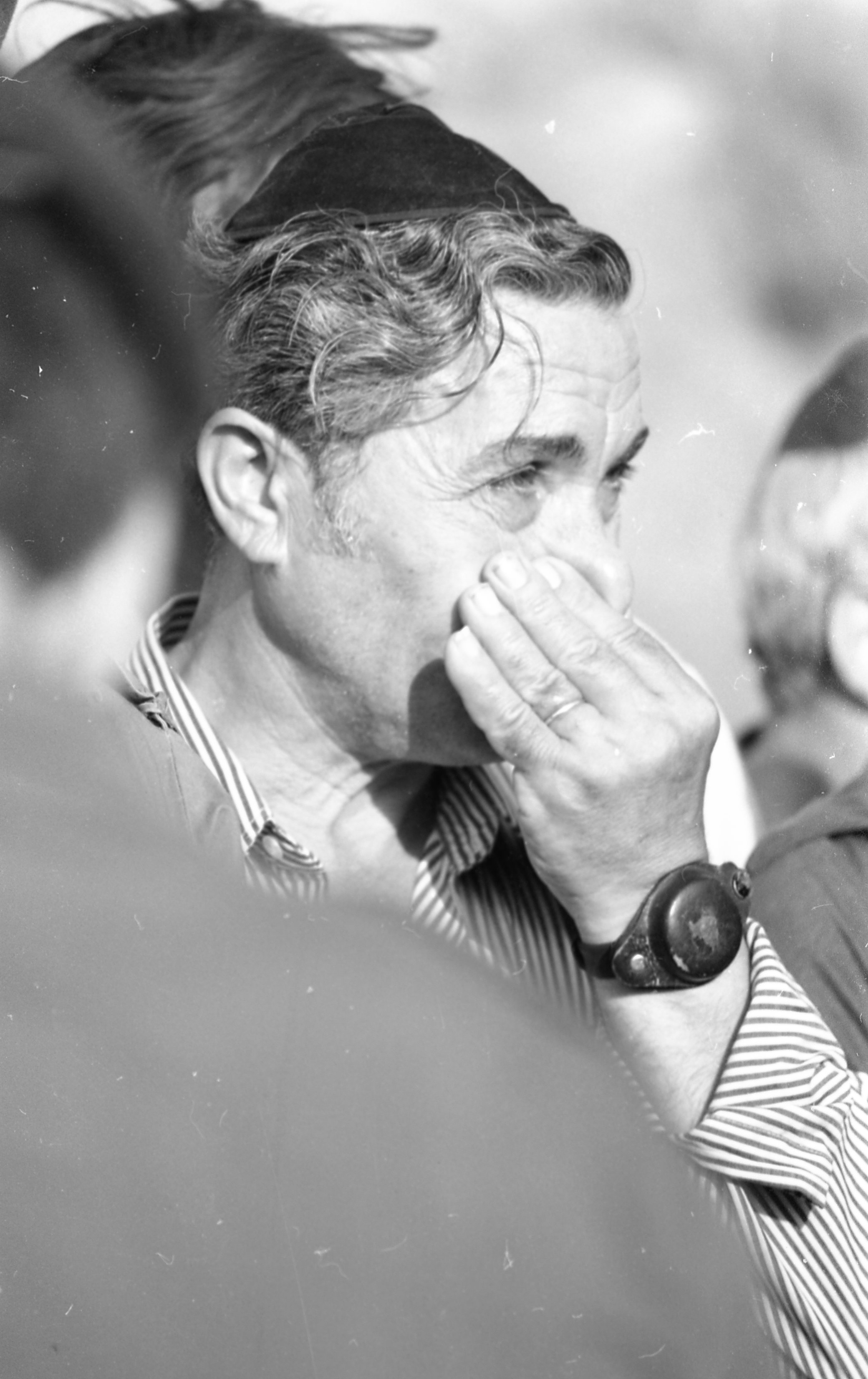
La mort, symbolise le deuil et la tristesse.

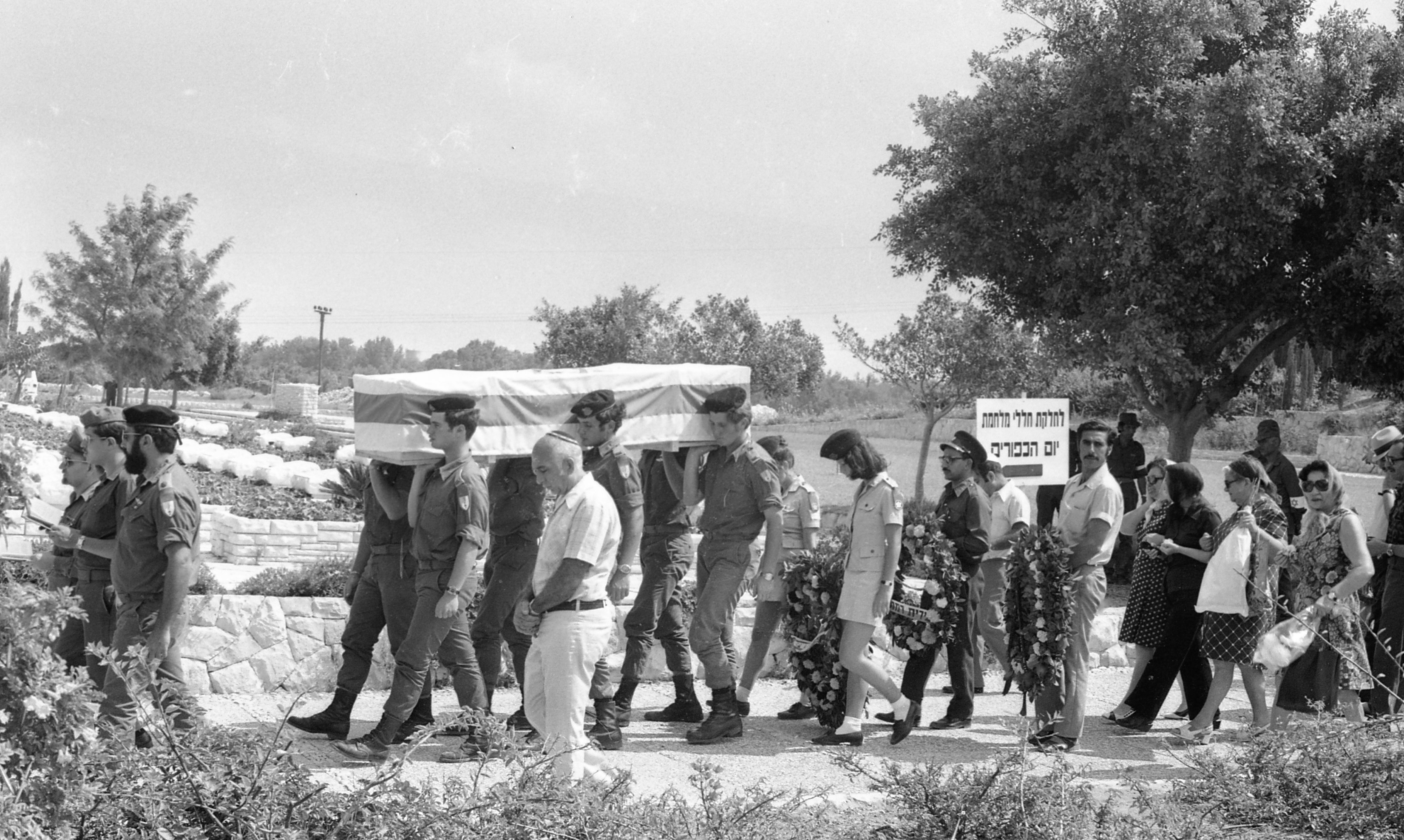
Déplacement du cercueil avec le corps vers les tombes permanentes.

Cet article concerne le sens commun du mot « mort » (fin de la vie). Pour les autres significations, voir Mort (homonymie).
« Décès », « Trépas » et « Mortel » redirigent ici. Pour la série télévisée française, voir Mortel (série télévisée).
 (janvier 2025).

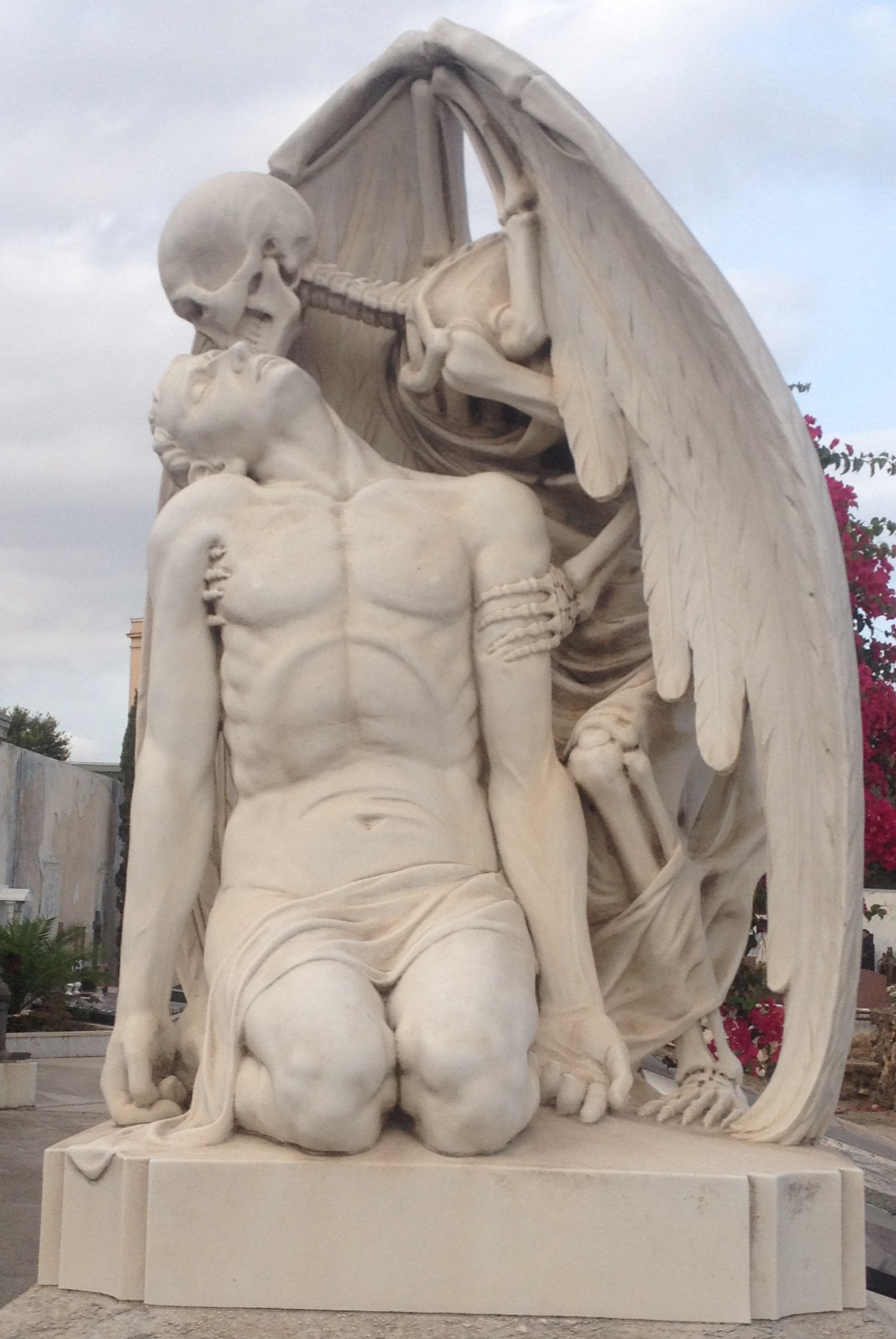
Le Baiser de la Mort
(1930), célèbre sculpture art déco du cimetière du Poblenou, à Barcelone.

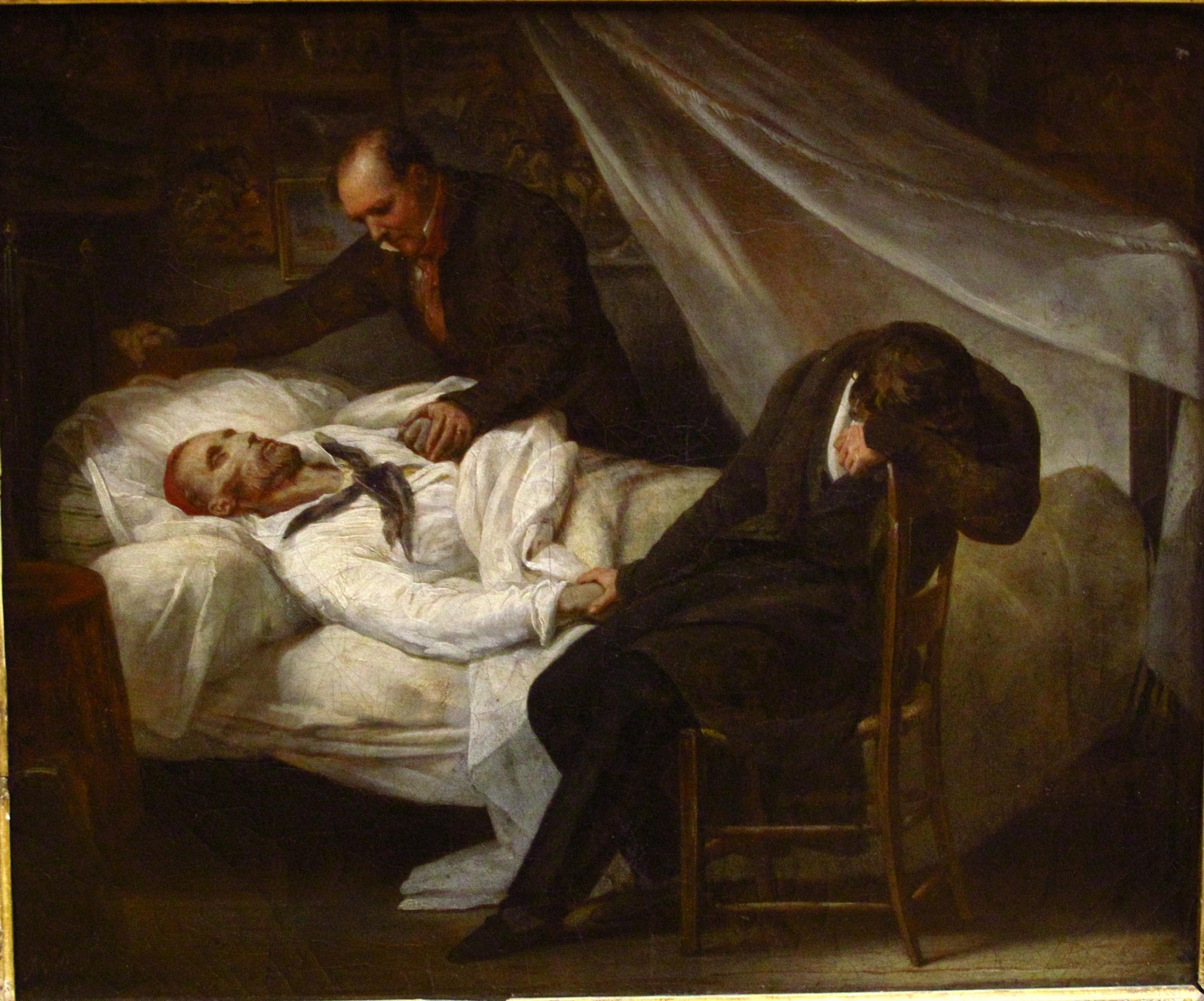
Ary Scheffer, La Mort de Géricault (1824), Paris, musée du Louvre. À son chevet figurent ses amis le colonel Bro de Comères et le peintre Pierre-Joseph Dedreux-Dorcy.

La mort est l'état irréversible d'un organisme biologique ayant cessé de vivre. Cet état se caractérise par une rupture définitive dans la cohérence des processus vitaux (nutrition, respiration…) de l'organisme considéré.
Au niveau cellulaire, la mort désigne l’arrêt des fonctions de base d’une cellule. Au sein de communautés pluricellulaires, cette mort peut être accidentelle (nécrose) ou régulée, voire programmée (apoptose).
Chez l'être humain, le fait que le cœur puisse arrêter de battre pendant un moment avant d’être réanimé pose la question de la limite, ou de la transition entre vie et mort, qui n'est assez paradoxalement pas une évidence. Face à cette question, l’Organisation mondiale de la santé animale considère la mort comme « la disparition irréversible de l’activité cérébrale mise en évidence par la perte des réflexes du tronc cérébral » : elle adopte ainsi une définition de la mort en tant que mort cérébrale, par distinction avec un simple arrêt cardiorespiratoire, état qualifié de « mort clinique », et alors même qu'un tel arrêt des activités cérébrales peut s'accompagner à l'inverse du maintien artificiel ou non d'autres fonctions organiques fondamentales.

## Définition médico-légale
D'un point de vue médico-légal, la mort (la question considérée étant celle d'un être humain) est le moment où le corps commence à se décomposer, à partir de l'instant où toutes les fonctions vitales sont suspendues : arrêt à la fois du cœur, de la respiration, du flux sanguin, des activités cérébrales, etc. Médicalement, certains états mènent irrémédiablement à la mort, alors même que les cellules et certains organes continuent à remplir leurs fonctions. C’est le cas de la mort cérébrale constatée dans certains cas de coma.
Cette définition légale (figurant dans les textes de loi) est importante, car c’est elle qui va permettre des actes tels que le prélèvement d'organes pour la transplantation : la mort légale précède en ce cas la mort physiologique. On maintient ainsi des personnes en état de mort cérébrale sous respiration artificielle, lorsque le cœur continue à battre spontanément : cela permet de maintenir les organes en bon état en vue d’un prélèvement. Certains pays autorisent le prélèvement d'organes à cœur arrêté. Cette pratique est controversée.
Dans la plupart des cas, le décès est constaté par un médecin par des signes cliniques caractérisant un arrêt cardiorespiratoire prolongé. Cela peut être un échec des tentatives de réanimation cardiopulmonaire par une équipe médicale, ou bien la constatation par un médecin généraliste à domicile pour une personne que l’on sait en fin de vie (personne âgée ou bien souffrant d’une maladie diagnostiquée).

## Biologie
En termes d’entropie (niveau de désorganisation), il s’agit pour l’organisme de maintenir localement une entropie basse. Or l’entropie d'un système fermé ne peut qu’être stable ou augmenter d’après les principes de la thermodynamique. L’organisme doit donc puiser dans son environnement, d’où la nécessité de respirer, etc. La mort intervient quand l’organisme ne peut plus puiser et maintenir son entropie basse. La principale source d’énergie sur Terre est la lumière du soleil qui permet la photosynthèse.
Certains animaux, sociaux et coloniaux notamment ont des comportements particuliers à l'égard des cadavres de leurs homologues (ex. : nécrophorèse observée chez les fourmis, guêpes, abeilles coloniales).

### Organismes unicellulaires
On ne peut se contenter de la définition donnée plus haut pour les organismes unicellulaires, tels que les bactéries, levures, les champignons unicellulaires. En effet, ces organismes possèdent une forme de résistance aux variations de conditions extérieures : la spore. Pour ces organismes, le critère de la vie devient le suivant : la membrane cellulaire est intègre et sépare un milieu intérieur de composition différente du milieu extérieur. La mort est donc causée par la rupture de la membrane. La présence de cette forme de résistance explique la différence entre la pasteurisation et la stérilisation, seul ce dernier traitement tuant les spores.
Les organismes unicellulaires meurent aussi de « vieillesse ». Cela est assez bien documenté dans le cas des levures saccharomyces sp. Une cellule mère donne par division deux cellules filles. On a toujours pensé que ces cellules filles sont identiques entre elles. Ce n’est pas le cas. Il existe en effet sur l’une des cellules une cicatrice visible sur la membrane et reflet de la division qui vient de se produire. Au-delà d’un certain nombre de ces cicatrices, la cellule ne peut plus se diviser : elle mourra de « vieillesse ».

### Mort de virus
- Si vous ne connaissez pas le sujet, laissez ce bandeau (vous pouvez alors contacter les auteurs).
- Si vous supprimez le contenu mis en cause (vous pouvez préalablement contacter les auteurs),

argumentez précisément cette suppression dans la page de discussion
(un manque de référence n'est pas un argument ; une recherche réelle de référence doit avoir été effectuée, être formellement documentée).
Les virus se situent dans l’inerte. Ainsi, la question de la catégorisation d’un virus parmi les organismes vivants n’étant pas tranchée de manière satisfaisante, il est impossible de se prononcer sur la mort d’un virus en général, car il a besoin d'un autre être vivant pour survivre.
Cela dit, il existe différents types de virus, se situant plus ou moins du côté du vivant ou de celui de l’inerte. Les virus sont souvent résumés à une séquence génétique encapsulée par une membrane biologique ayant la propriété de se fondre avec celle des cellules infectées. Ces virus peuvent être comparés à des livres que les cellules sont capables de lire et retranscrire, le texte étant le code génétique. Ils seraient donc, d’un point de vue biologique, plutôt du côté de l’inerte. Par contre, le virus ATV (Acidianus Two-tailed Virus) quand il sort de la cellule qui l’a produit, a une forme de citron et deux bras lui poussent à chaque extrémité. C’est un processus actif, ce qui fait que ce virus est plus du côté du vivant que de l’inerte. Quant au virus mimivirus, il contient un code génétique plus important que certaines bactéries, et en même temps de l’ADN et de l’ARN.
Les médicaments antiviraux se contentent d’empêcher les virus de se multiplier, par interférence avec la réplication du matériel génétique, formation de la capside ou prévention de la formation de virus complets. La prévention de l’encapsidation du code génétique du virus, ARN ou ADN, dans la capside virale est donc une manière d’inactiver un virus. Dès que les conditions sont à nouveau réunies (présence d’une cellule hôte, absence d’antiviraux), le virus se multipliera à nouveau. Le problème se complique par la présence d’une forme silencieuse du virus au cours de laquelle le code génétique du virus s’intègre dans celui de l’hôte parasité. La destruction totale du virus implique la destruction de ce code.
Les virus peuvent néanmoins être « détruits », c'est-à-dire que l'information génétique qu'ils contiennent peut être dégradée par des agents physiques (chaleur) ou chimiques. Ces procédés sont utilisés avant d'inoculer un virus (vaccin). Dans ce cas, ce dernier se retrouve complément inactivé et peut être considéré comme « mort ».

## Philosophie

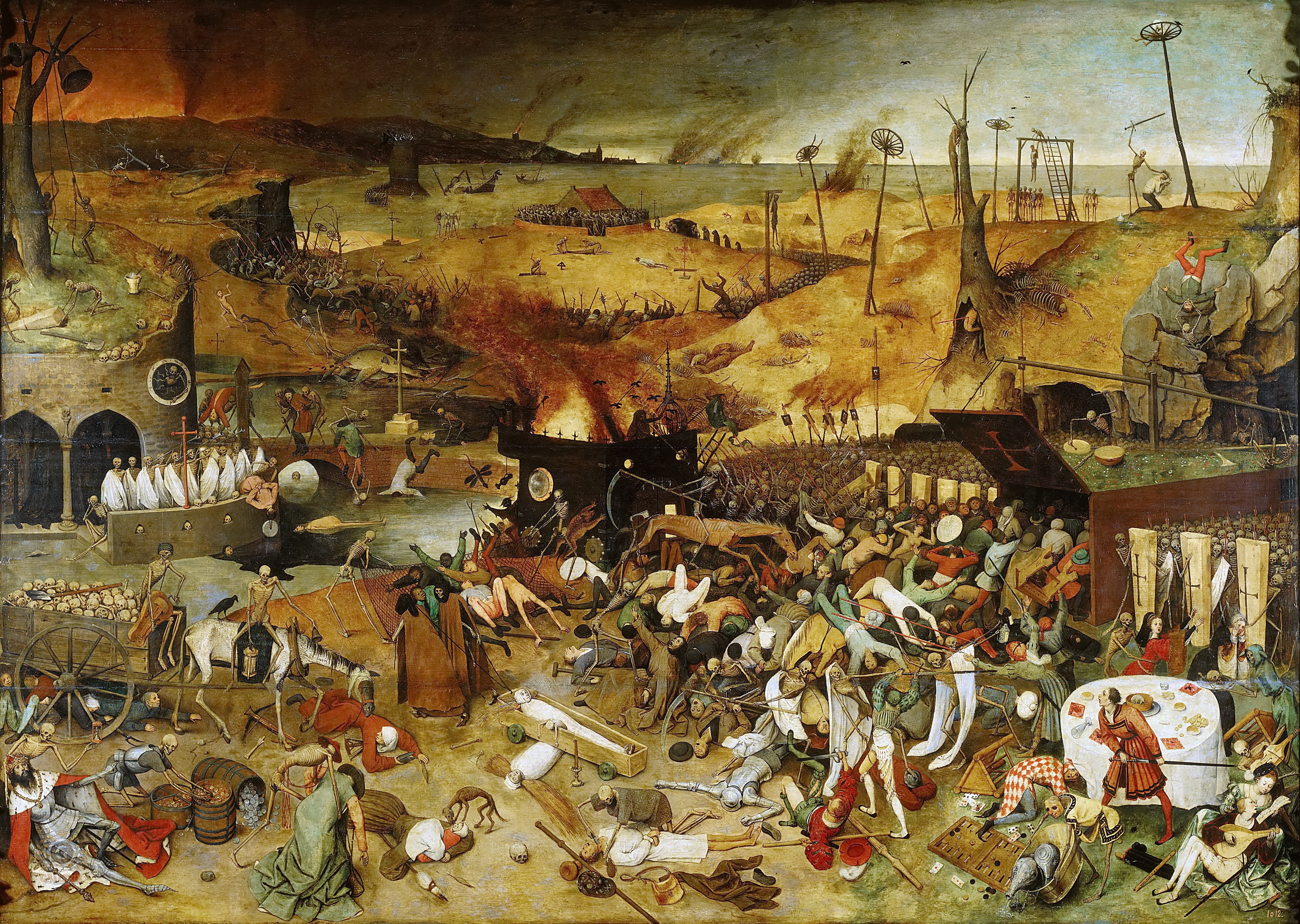
Le Triomphe de la Mort.
Peinture de Pieter Brueghel l'Ancien (1562).

En paléontologie, la découverte de rites funéraires est un élément important pour déterminer le degré d’éveil social d’un hominidé.
Cette conscience de la mort est un moteur de cohésion sociale (s’unir pour résister aux calamités, aux ennemis) et d’action (réaliser quelque chose pour laisser une trace). Elle est un élément important de la réflexion métaphysique. C’est aussi ce qui donne la puissance symbolique à des actes tels que l’homicide et le suicide.
La philosophie des Lumières en Europe, incitant à la maîtrise de la nature, suggère l’avènement d’une domination de la dégradation du corps de l’Homme.
D'après le Phédon de Platon, la mort est la séparation de l’âme et du corps. Enfin délivrée de sa prison charnelle, l'Âme immortelle peut librement rejoindre le ciel des Idées, L'Éternité, le domaine des philosophes.
Selon Épicure, la mort n'est rien puisque « tant que nous existons la mort n'est pas, et que quand la mort est là nous ne sommes plus. La mort n'a, par conséquent, aucun rapport ni avec les vivants ni avec les morts, étant donné qu'elle n'est plus rien pour les premiers et que les derniers ne sont plus. » (Lettre à Ménécée).
Jankélévitch, dans La Mort, propose quant à lui une réflexion sur la mort d'un point de vue grammatical : « la mort en troisième personne est la mort-en-général, la mort abstraite et anonyme » (c'est la mort du « on »), « la première personne est assurément source d'angoisse [...] En première personne, la mort est un mystère qui me concerne intimement et dans mon tout, c'est-à-dire dans mon néant » (la mort du « je »), « il y a le cas intermédiaire et privilégié de la deuxième personne ; entre la mort d'autrui, qui est lointaine et indifférente, et la mort-propre, qui est à même notre être, il y a proximité de la mort du proche » (c'est la mort du « tu »).

## Autres aspects scientifiques

### Anthropologie
La mort est un sujet qui fascine toutes les sociétés et depuis toujours, qui donne lieu à de nombreuses recherches anthropologiques, au point d'en faire un sous-champ distinct. Pour tenter de répondre à de grandes questions qu'elle soulève, elles ont très souvent recours à l'imaginaire. Yannis Papadaniel explique que la conception de la « bonne » mort est variable entre chaque société et chaque époque, pouvant prendre différentes formes, à la manière d'un soldat qui meurt au combat, d'un individu pieux qui reçoit un jugement divin positif le faisant entrer au paradis, etc.
En plus des conceptions idéelles, c'est-à-dire des idées que l'on se fait de la mort, l'anthropologie étudie les pratiques humaines qui l'entourent. Cela peut prendre la forme de l'étude des rites funéraires, comme la manière dont on dispose du corps, des recueillements familiaux ou de la manière dont le deuil est étalé dans le temps. Les recherches anthropologiques sur la mort peuvent également avoir une perspective religieuse, et soulignent un rapport à la mort de plus en plus éloigné des ritualités, voire aseptisé, comme le rapportent Louis-Vincent Thomas ou Philippe Ariès.
Cet énoncé soulève des débats et des spécialistes comme Jean-Hugues Déchaux, Allan Kellehear, Tony Walter et C. Seal énoncent plutôt que le rapport à la mort n'est pas plus faible, seulement plus intime en raison de la sécularisation grandissante observée en Occident.
Yanis Papadaniel tire pour point commun de ces arguments l'idée suivante : « l’absence d’un code commun en matière de mort ne signifie pas que ces codes n’existent pas à une échelle individuelle et intime ». Plutôt, que les familles et individus ont des pratiques funéraires avec un niveau de syncrétisme variable entre différentes traditions religieuses et spirituelles.

### Projet d'Edison
Thomas Edison projeta la création d'un appareil qui serait censé pouvoir permettre de communiquer avec les morts, en enregistrant leur voix et leurs sons, dénommé nécrophone ou  appareil nécrophonique en français (spirit phone en anglais), mais l'appareil resta à l'idée de projet.

## Mort et religion

### Animisme
Dans l'animisme, la mort est perçue comme une continuité, au point que l'on puisse dire qu'il n'y a pas vraiment de mort dans le langage animiste et que le dialogue des « morts » et des vivants se poursuit sans interruption notamment par l'intermédiaire des rêves.

Un célèbre poème de Birago Diop intitulé Souffles résume cette perception : 

« Ceux qui sont morts ne sont jamais partis / Ils sont dans l’Ombre (…) / Les morts ne sont pas sous la Terre : / Ils sont dans le Bois (…) / dans l’Eau (…) / dans la Foule (…) / Les Morts ne sont pas morts. »

Selon l'anthropologue Dominique Sewane, les Batammariba du Koutammakou (nord du Togo et du Bénin), considèrent qu'un être humain doit sa vie au souffle ou âme d'un ancêtre qui a désiré sa naissance. Cet ancêtre lui donne ses « affaires de destin » ou aptitudes. Dès sa venue au monde, les parents ont comme devoir de déceler  ces « affaires » afin que, par la suite, l'enfant réalise au mieux ses potentialités. À condition qu'un ancien (ou ancienne) ait été initié au rituel initiatique de la jeunesse — difwani pour les jeunes garçons, dikuntri pour les jeunes filles —  les membres du clan célèbrent à son décès le grandiose rite funéraire du tibènti. Au cours de ce rite, le souffle du mort gagne la force de « former » de nouveaux enfants. Pour peu que les parents aient identifié auprès des devins le souffle de l'ancêtre qui a « formé » un nouveau-né, ce souffle veillera sur l'enfant tout au long de sa vie. Cependant, une personne ne devra jamais connaître le nom de cet ancêtre. Autant dire comme Birago Diop « qu'un mort n'est jamais mort ».

### Athéisme
Pour les athées la mort ne recèle aucun mystère métaphysique : elle n'est pas plus difficile à appréhender que ne l'est le sommeil profond, et il n'existe pas plus de vie après la mort qu'avant la naissance.
Selon le philosophe grec Épicure, cité par Montaigne :

« Le plus effrayant des maux, la mort, ne nous est rien, disais-je : quand nous sommes, la mort n’est pas là, et quand la mort est là, c’est nous qui ne sommes pas. »

« La mort est moins à craindre que rien, s'il y avait quelque chose de moins,
Elle ne vous concerne ni mort ni vif : vif, parce que vous êtes : mort, par ce que vous n'êtes plus. »

Selon Wittgenstein, dans le même esprit, mais deux millénaires plus tard :

« La mort n'est pas un événement de la vie. On ne vit pas la mort. Si l'on entend par éternité non la durée infinie mais l'intemporalité, alors il a la vie éternelle celui qui vit dans le présent. Notre vie n'a pas de fin, comme notre champ de vision est sans frontière. »

### Bouddhisme
Pour le bouddhisme, la mort n’est qu’un passage d’une vie à une autre (du moins aussi longtemps que l'on n'est pas entré en nirvana et que l'on continuer à errer dans le samsara). Par ailleurs, le bouddhisme nie les concepts de dieu et d'âme, affirmant au contraire l'absence de soi qui subsisterait (doctrine de l'anātman) : 

« Il y a deux idées, psychologiquement enracinées dans l'individu : protection de soi et conservation de soi. Pour la protection de soi, l'homme a créé Dieu duquel il dépend pour sa propre protection, sauvegarde et sécurité, de même qu'un enfant dépend de ses parents. Pour la conservation de soi, l'homme a conçu l'idée d'une âme immortelle ou Ātman qui vivra éternellement. Dans son ignorance, sa faiblesse, sa crainte et son désir, l'homme a besoin de ces deux choses pour se rassurer et se consoler ; c'est pourquoi il s'y cramponne avec fanatisme et acharnement. »

Pour un être éveillé, la mort signifie la cessation du passage d’une vie à une autre. L'éveil complet à la réalité (par la compréhension profonde des mécanismes de la coproduction conditionnée), permet en effet de sortir du cycle des existences et d'atteindre la véritable libération, qui est l'état de l'arhat, et d'entrer ainsi dans l'état du parinirvâna (c'est-à-dire le nirvana complet, « sans restes »).
Dans le bouddhisme tibétain, le Bardo Thödol (« Livre des morts tibétain ») décrit les différentes étapes de ce passage d’une vie à une autre vie et constitue une sorte de guide fournissant divers conseils (abandon de l’ego, etc.) pour réussir cette transition.

### Christianisme

#### Mort dans le christianisme en général
La conséquence de la mort physique est la séparation du corps avec l'âme qui est immortelle. Le corps, quant à lui, doit ressusciter pour se joindre de nouveau à l'âme soit à la fin des temps qui est le retour du Christ (résurrection de ceux qui sont morts en Christ, les bienheureux), soit à la fin du monde, résurrection de ceux qui sont morts sans Christ (les damnés) pour le Jugement dernier qui est le triomphe final de Dieu et de la vie.
Au moment de la mort physique, l'âme du défunt subit un jugement particulier. Le purgatoire ne doit pas être compris comme une troisième voie mais bien comme un « instrument du salut », une « purification, afin d'obtenir la sainteté nécessaire pour entrer dans la joie du ciel ».
Les âmes qui vont au Purgatoire sont privées de la vision de Dieu (la « vision béatifique ») et ressentent le regret de ne pas avoir fait tout le bien possible. Une fois purifiées, ces âmes quittent le Purgatoire pour le Paradis et peuvent enfin « voir Dieu » (les damnés eux ne verront jamais Dieu). Seules les personnes parfaitement pures peuvent entrer directement au Paradis : Jésus, Marie par exemple.

#### Mort chez les Chrétiens du Moyen Âge
La mort est une réalité omniprésente pour tous les individus vivant au Moyen Âge. Pour les Chrétiens, la mort signifie la fin de la vie terrestre, mais elle ne marque pas une véritable fin car ils croient en la vie éternelle, ou du moins à sa continuité dans l’au-delà, et ce jusque dans l’attente du Jugement Dernier. La mort n’est plus vue comme une fin mais simplement comme une étape.
Les Chrétiens tiennent leurs croyances de la Bible et surtout de l’Église, qui grâce aux statuts synodaux, transmet les « idées » que les prêtres doivent communiquer aux croyants qui, pour la plupart sont illettrés, et n’avaient pas accès à la Bible par manque de traduction en langue vernaculaire. Cela peut notamment expliquer l’émergence de croyances qui ne reposent pas sur le Livre Saint.

La mort est à l’esprit des contemporains dès leur plus jeune âge et conditionne leur vie et même leur journée quotidienne.

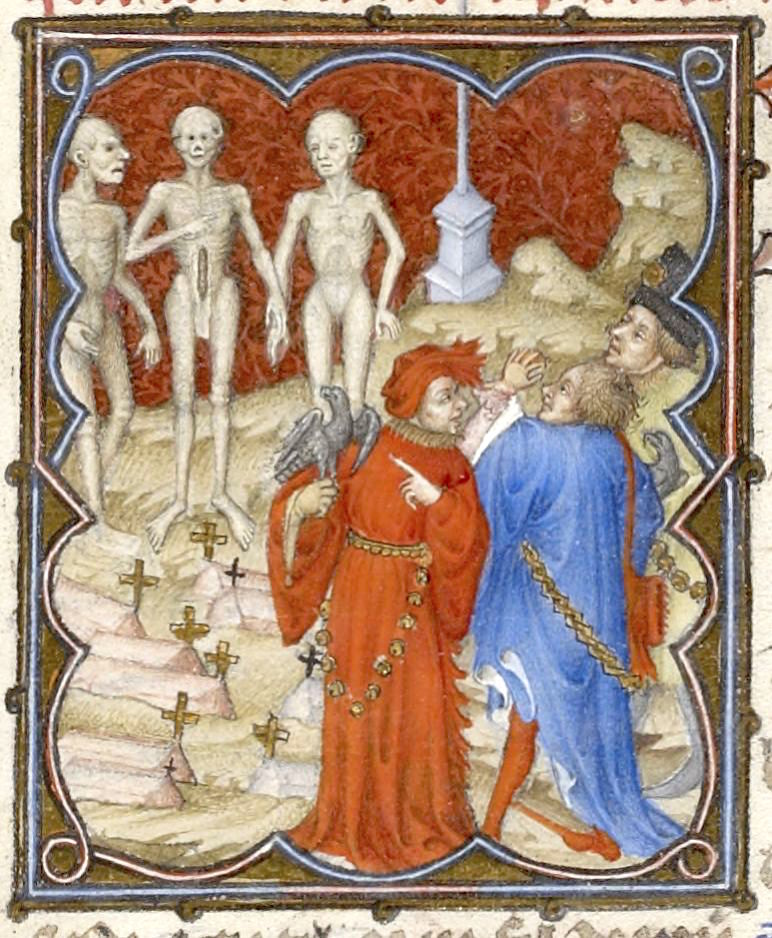
Rencontre des trois morts et des trois vifs (Les Petites Heures de Jean de Berry).

Dès l’enfance la mort est enseignée. Les enfants un peu avant l’âge de 7 ans suivent une préparation implicite et explicite à la mort. La mort est en effet, mêlée au programme d’éducation. Par exemple, l’enseignement religieux préconise de garder sur soi un squelette miniature ou une petite tête de mort et de souvent la regarder. Toutefois, c’est surtout par la vue et la parole que la mort s’enseigne aux enfants. Le premier apprentissage qu’ils vont suivre est la description de l’enfer afin de leur inspirer de la crainte. Les livres d’heures sont une excellente illustration pour cela en raison de leur iconographie explicite, c’est d’autant plus efficace que de nombreux enfants apprennent à lire dedans, même si cela reste notamment réservé aux classes les plus privilégiées. Cet apprentissage n’épargne pas les enfants, au contraire, un des buts premiers de cet enseignement est de comprendre le caractère incommensurable de la durée des peines de l’enfer. De surcroît, cet enseignement suit les principes religieux comme la Règle de saint Benoît, qui conseille aux enfants le spectacle de la mort, par exemple en assistant à des funérailles ou encore à l’agonie d’un proche. Ainsi, il est possible de comprendre en quoi le spectacle de la mort est didactique en Italie au XVe siècle, et aussi pourquoi les exécutions sont toujours sur les places publiques, là où tout le monde peut les voir. La raison première devait être pour donner l’exemple et dissuader les personnes de commettre des actes criminels mais cela servait donc aussi à enseigner le spectacle de la mort.
En plus d’être enseignée très tôt aux enfants, la mort continue de conditionner le calendrier et les journées des Chrétiens du Bas Moyen Âge. Tout d’abord, les livres d’heures qui sont les livres les plus répandus à la fin du Moyen-Âge et qui apparaissent dès le XIIIe siècle, fournissent des oraisons pour toutes sortes d’occasions. Dès lors, de nombreuses oraisons sont en rapport avec les morts. Par exemple, les premières prières que les enfants apprennent dans les livres d’heures sont, dans un premier temps la prière du matin qui traite de  la mort, mais aussi par la suite la prière du soir qui est dédiée aux morts. Par ailleurs, la mort régit également le calendrier chrétien en raison du jour dédié aux morts. En effet, le calendrier de la mort chez les Chrétiens est bien fourni. Avant tout, le jour hebdomadaire des défunts est le lundi, mais il existe aussi des fêtes annuelles qui mettent en avant les morts; ce sont les fêtes comme Pâques, la Pentecôte ou encore le lendemain de la Toussaint. Il ne faut pas oublier le fait que les croyances des Chrétiens partent du principe que Jésus Christ est mort et qu’il est ressuscité, et c’est sur cette croyance que la religion chrétienne tient. Il est donc clair que la religion chrétienne peut donc être qualifiée de religion de la mort.
Malgré cela, il n’en reste pas moins que les Chrétiens gardent des croyances qui tiennent plutôt de pratiques païennes que de ce que souhaite transmettre l’Église. Il existe par exemple des présages qui annoncent la mort. C’est le cas en Bretagne au XIIe siècle, où les habitants lancent dans une fontaine des tartines de pain beurré afin de deviner selon la chute de la tartine le sort des membres de la famille. Un autre exemple de superstitions pourrait être le fait de croire que si une femme fait la lessive un vendredi, cela tuerait son mari. Enfin, une dernière croyance qui montre que l’Église n’a pas encore réussi à stopper toutes les superstitions des fidèles est la croyance dans les doubles. Le christianisme est une religion qui fait une lecture verticale de la mort avec l’idée de salut. Ce qui signifie qu’à la mort, le corps et l’âme se séparent et que l'âme se dirige soit en enfer, soit au paradis, car au début du XIIe siècle la croyance au purgatoire n’est pas encore totalement répandue. Cependant, le fait de croire aux doubles voudrait dire que les morts, du moins une partie, resteraient dans le même monde que les vivants. Les croyants pensent qu’ils se trouvent au cimetière pour la plupart à errer jusqu’à trouver le repos, toutefois, il arrive également que ces derniers restent dans les maisons comme sous le porche par exemple ou dans les gonds. Ce système pré-chrétien inspira notamment l’Église au moment de la christianisation durant le Haut Moyen-Âge. Il n’en reste pas moins que la mort chrétienne est différente de la mort du système pré-chrétien même si dans les consciences collectives ce n'est pas toujours le cas. Un exemple illustrant l’appropriation des fêtes païennes par l’Église peut être le remplacement  de l’offrande aux âmes des défunts ayant lieu chaque année le 22 février par la fête de la chaire de saint Pierre, qui devient donc une fête chrétienne à part entière
L'espérance de vie n'était pas la même que de nos jours. Déjà, près d’un enfant sur trois n’atteint pas les 5 ans. C’est notamment pour cela qu’il faut attendre les 7 ans d’un enfant pour être sûr que celui-ci survivra, c’est l’âge de raison au Moyen-Âge. Toutefois, atteindre les 7 ans ne signifie pas que les enfants vont survivre car en moyenne 30 à 50% des personnes meurent avant leur 20 ans. Il n’en reste pas moins que l’espérance de vie à la naissance est de 30 ans. En effet, une fois l’enfance passée, l’espérance de vie était tout aussi longue que de nos jours.
Les morts les plus fréquentes au Bas Moyen-Âge sont souvent des maladies de peau, des problèmes de ventre également ou encore des abcès et des ulcères qui ne peuvent être soignés en raison de manque de connaissances médicales. De plus, même si les malades ont la possibilité de payer un médecin, ceux-ci ne sont pas toujours proches ni disponibles pour se rendre au chevet du patient avant le décès de ce dernier. Enfin, certains malades préfèrent faire appel à un membre du clergé car dans les croyances médiévales et particulièrement chez les fidèles, certains maux sont une punition divine, qui ne peuvent donc se soigner qu’à travers la prière. C’est notamment le cas pour la lèpre et par conséquent les malades décèdent régulièrement sans jamais avoir eu de vraies chances de guérir. À tout cela s'ajoutent les famines et les épidémies qui causent encore plus de morts.

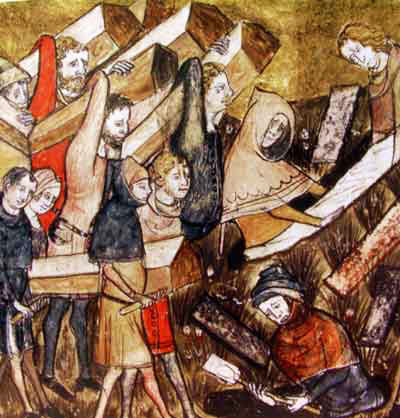
Enterrement de victimes de la peste noire à Tournai. Les Chroniques de Gilles Li Muisis (1272-1352), abbé de Saint-Martin de Tournai. Bibliothèque royale de Belgique, MS 13076-77, f. 24v.

Les épidémies sévissaient également à cette époque, ce qui entraînait de nombreux décès, c'est le cas avec la Grande Peste qui circula dans toute l’Europe entre 1347 et 1352. C’est une période importante car avant 1350, la vision de la mort était sereine dans l’esprit des individus mais aussi dans les représentations. En effet, à partir de la peste, les cadavres seront de plus en plus représentés, c’est l’irruption du macabre dans la représentation chrétienne de la mort. Le fait de mourir de la peste est violent et rapide, notamment si cette dernière est pulmonaire. Ainsi, un sentiment d’impuissance se fait ressentir car les recours habituels ne fonctionnent plus. Une illustration de ce dernier point est le fait que le pape Clément VI est allé jusqu’à faire une messe pour demander d’être épargné par l’épidémie. Cette dernière a décimé 40 à 60 % de la population urbaine d’Italie. De plus, à la suite de cette épidémie, de nombreuses famines touchent l’Europe, ce qui augmenta encore plus le nombre de morts. Ainsi, cet événement marquant a placé les contemporains face à leur finitude, ils ont notamment senti que leur vie était brève et menacée.

##### Sources pour étudier la mort au Moyen-Âge
Au début des recherches sur la mort au Moyen Âge, les historiens s’appuyaient sur des sources écrites, telles que des témoignages ou encore des livres, comme la Bible. Cette dernière nous donne des indications sur la façon dont était vue la mort par les premiers Chrétiens. Cependant, ce n'est pas suffisant car la réalité était différente, il faut donc aussi étudier d'autres sources comme les testaments, Jacques Chiffoleau est un des premiers à utiliser ce type de sources. D'autres sources peuvent aussi être les statuts synodaux ou les bulles pontificales, on a donc avec ces sources le point de vue directe de l'Église. Les livres d'heures sont aussi importants car l'iconographie y est très riche.
Les autres types de sources dépendent plutôt de l'archéologie médiévale comme l'étude des cimetières et des nécropoles qui apportent des éléments sur la façon dont la mort était célébrée et de ce qu'il advenait des corps, par exemple sur les soins prodigués au corps ou encore les objets qui étaient ajoutés dans la tombe.

#### Protestants
Les Protestants ne croient pas à l'existence du Purgatoire. Pour eux, en effet, l'homme choisit de vivre ou non en conformité avec la volonté divine, en reconnaissant Jésus comme son sauveur et Seigneur, et ce avant de passer en jugement ou de voir Dieu face à face :

« En effet, Dieu a envoyé son Fils dans le monde non pas pour condamner le monde, mais pour que le monde soit sauvé par Lui. Celui qui met sa confiance en Lui n'est pas condamné, mais celui qui n'a pas foi en Lui est déjà condamné... »

— Jean 3v17
L’eschatologie chrétienne a réfléchi sur le sens de la mort et des fins dernières. Il y a un jugement immédiat de l’âme et un jugement dernier collectif afin que les mérites de chacun soient connus de tous.

#### Orthodoxes
Si le deuil et les funérailles orthodoxes et gréco-catholiques sont assez similaires aux catholiques et aux protestantes, on peut toutefois noter l'existence d'un autre service mémoriel, la Panikhide, qui est à la fois une célébration pour le repos du défunt et une consolation pour ses proches.

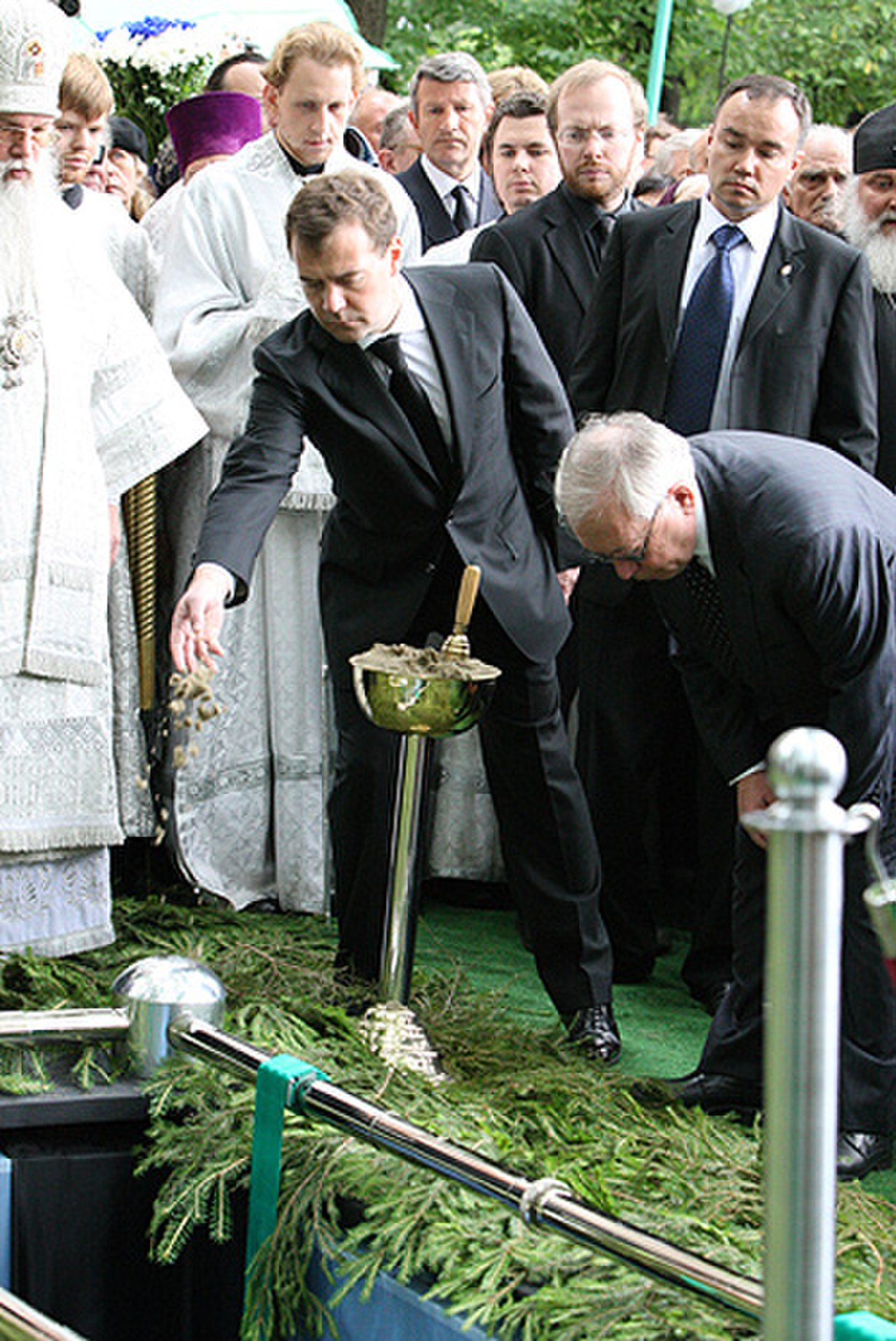
Funérailles orthodoxes d'Alexandre Soljénitsyne en 2008 en présence du président de la fédération de Russie Dmitri Medvedev

Lorsque possible, elle est dite près de la sépulture du défunt. La Panikhide est généralement célébrée aux dates suivantes :
- Troisième jour après la mort[Note 1] ;
- Neuvième jour;
- Quarantième jour ;
- Trois mois ;
- Six mois ;
- Premier anniversaire de la mort ;

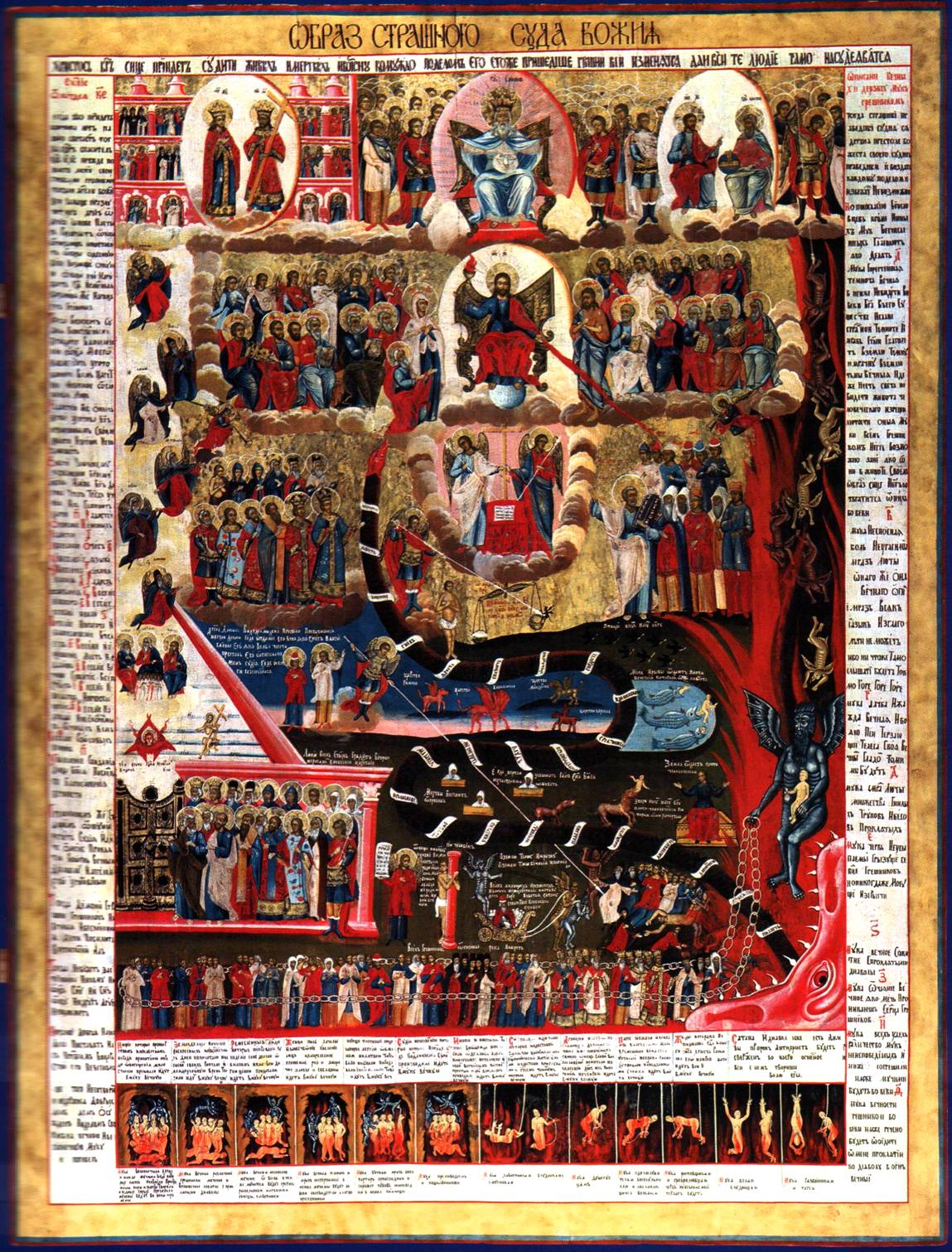
Icône russe du XVIIIe siècle représentant le jugement dernier, région de la Volga.

- Troisième anniversaire (certains proches demandent un service mémoriel annuel).

Les familles préparent souvent un plat de koliva (slavon : koutia) disposé sur la table mémorielle (ou table de Litia).
À cause de la célébration de la Résurrection du Christ, aucune Panikhide ne peut être célébrée de la Semaine sainte à la Semaine radieuse ni les dimanches toute l'année.

### Hindouisme

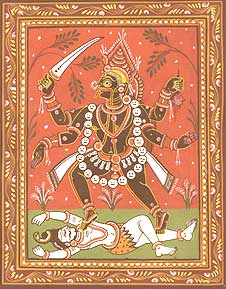
Kali, déesse de la mort

L’hindou croit en une vie après la mort — le corps n’étant qu’une enveloppe matérielle temporaire. Lorsque survient le moment de quitter la vie, il est dit que toutes les facultés d'action et de sensations se replient dans le mental (manas), puis le mental se replie dans le souffle (prana) puis le souffle dans l’âme individuelle ou Jivatman et enfin cette dernière retourne au Brahman et atteint la libération ou moksha.

Cependant, si son karma a accumulé le fruit de trop d’actes négatifs (les mauvaises actions), l’âtman s’incarne dans un nouveau corps sur une planète comme la terre (ou inférieure qui compose l’enfer), afin d’y subir le poids de ses mauvaises actions. Si son karma est positif, il ira vivre comme un dieu, sur l’une des planètes célestes (supérieures à la terre, ou paradis). Une fois épuisé son karma, l’âme retournera sur terre dans un autre corps d'être vivant. Ce cycle est appelé « samsara ». Pour briser ce cycle perpétuel, l’hindou doit vivre de manière que son karma ne soit ni négatif, ni positif, ainsi : 

« Le Seigneur Bienheureux dit : "Bien que tu tiennes de savants discours, tu t’affliges sans raison. Ni les vivants, ni les morts, le sage ne les pleure." (2.12) "Jamais ne fut le temps où nous n’existions, Moi, toi et tous ces rois ; et jamais aucun de nous ne cessera d’être." »

— Bhagavad-Gîtâ (II.11 & II. 12)
Au moment de la mort l’esprit est séparé du corps. Le non-initié sera alors pris d’une irrésistible envie d’en retrouver un, ce qu’il fera. Par contre, l’initié saura trouver la porte de la libération.

### Islam
En islam, la mort se définit par l'extraction de l'âme à partir du corps. Cette extraction a lieu durant l'agonie et est effectuée par un ange. Après cela, le corps se décompose et il en reste uniquement le coccyx, à partir duquel on est ressuscité au Jour du Jugement. La date de notre mort fait partie des données du destin et est fixée avant notre naissance, et, selon le Coran, rien ne pourra la faire avancer ni reculer, ne serait-ce que d'une heure : 

« Que périsse l'homme ! Qu'il est ingrat !
De quoi Allah l'a-t-Il créé ?
D'une goutte de sperme, Il le crée et détermine (son destin) : puis Il lui facilite le chemin; puis Il lui donne la mort et le met au Tombeau; puis Il le ressuscitera quand Il voudra.
— Sourate 80
Où que vous soyez, la mort vous atteindra, fussiez-vous dans des tours imprenables. Qu’un bien les atteigne, ils disent: C’est de la part d’Allah. Qu’un mal les atteigne, ils disent: C’est dû à toi (Muḥammad). Dis: Tout est d’Allah. Mais qu’ont-ils ces gens, à ne comprendre presque aucune parole ?
— Sourate 79
Allah saisit les âme au moment de leur mort ainsi que celles qui ne meurent pas au cours de leur sommeil. Il retient celles à qui Il a décrété la mort, tandis qu’Il renvoie les autres jusqu’à un terme fixé. Il y a certainement là des preuves pour des gens qui réfléchissent.
— Sourate 39 »

Toute âme doit goûter la mort. Nous vous éprouverons par le mal et par le bien à titre de tentation. Et c’est à Nous que vous serez ramenés.
— Sourate 21 » »

« Et Dieu n'accorde jamais de délai à une âme dont le terme (de la mort) est arrivé. Et Allah est Parfaitement informé de ce que vous faites. »

— Sourate 63, verset 11.

Selon le Coran : 

« Toute âme goûtera la mort. Et c'est seulement au Jour de la Résurrection que vous recevrez votre entière rétribution. Quiconque donc est écarté du Feu et introduit au Paradis, a certes réussi. Et la vie présente n'est qu'un objet de jouissance trompeuse. »

— Sourate 3, verset 185.

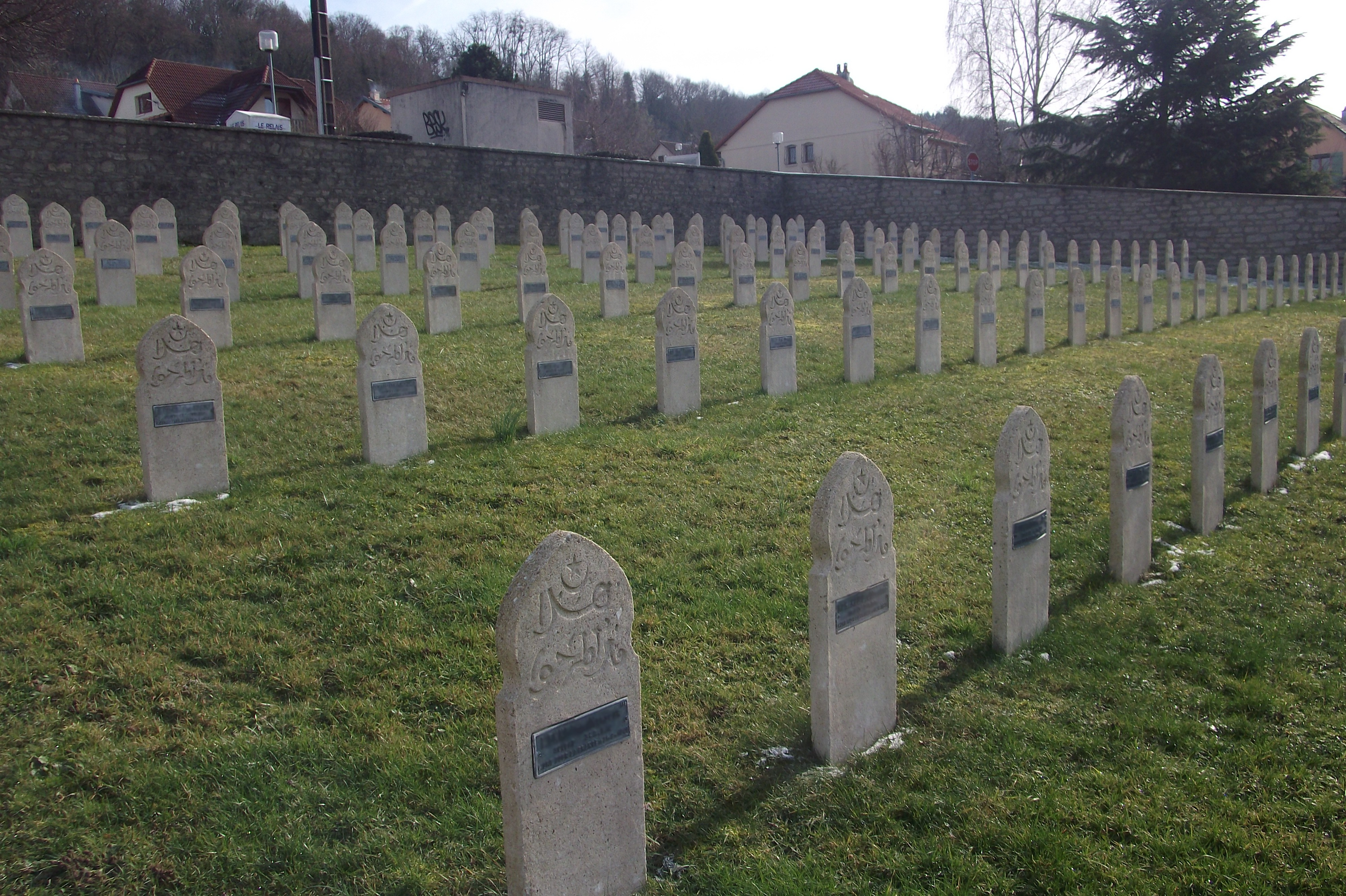
Tombes musulmanes du cimetière militaire de Navenne, à Vesoul.

Du point de vue du rituel, quand un musulman est au seuil de la mort, il doit prononcer une dernière fois la chahada, le témoignage de Foi. Ceux qui l'assistent dans l'agonie doivent l'inciter à la répéter et lire la sourate 36 YA-SIN au chevet du mourant, car elle incite l'âme à ne pas être tentée par le Diable dans les affres de la mort. Après la mort, le corps est lavé et enveloppé dans des pièces de tissu blanc (Al Kafn), le linceul, par la suite les musulmans font la prière funéraire Salat Al Janaza, de préférence à la mosquée, à la suite de quoi on procède à l’enterrement le plus tôt possible. Le corps est enterré le visage tourné vers La Mecque ou, s'il est dans un cercueil, il est positionné de telle façon que La Mecque se trouve à sa droite. Le rite funéraire consiste à jeter de la terre sur le linceul (s'il n’y a pas de cercueil), tandis que les personnes présentes prient et invoquent Dieu pour qu'Il aide le défunt à bien répondre aux questions de Monkir et Nekir, les deux anges qui questionnent les morts dans leur tombe.

### Jaïnisme
Dans le jaïnisme, comme dans l'hindouisme, l'âme est soumise au cycle des naissances et des morts. L'âme y est donc une entité distincte qui voyage par-delà les limites et la disparition du corps.

### Judaïsme
Dans la religion juive, on considère que la mort est l'arrêt irréversible du battement cardiaque (ou bien la mort cérébrale, selon certains).
Lorsqu'une personne meurt, on doit l'enterrer le jour même si possible. Un homme ou une femme (bénévole d'une association, la Hevra Kaddisha, la « confrérie sainte » en français) qui ne connaît pas le défunt, nettoie le corps, soigne les blessures (si le défunt en avait), l’habille d'une robe blanche et lui couvre la tête.

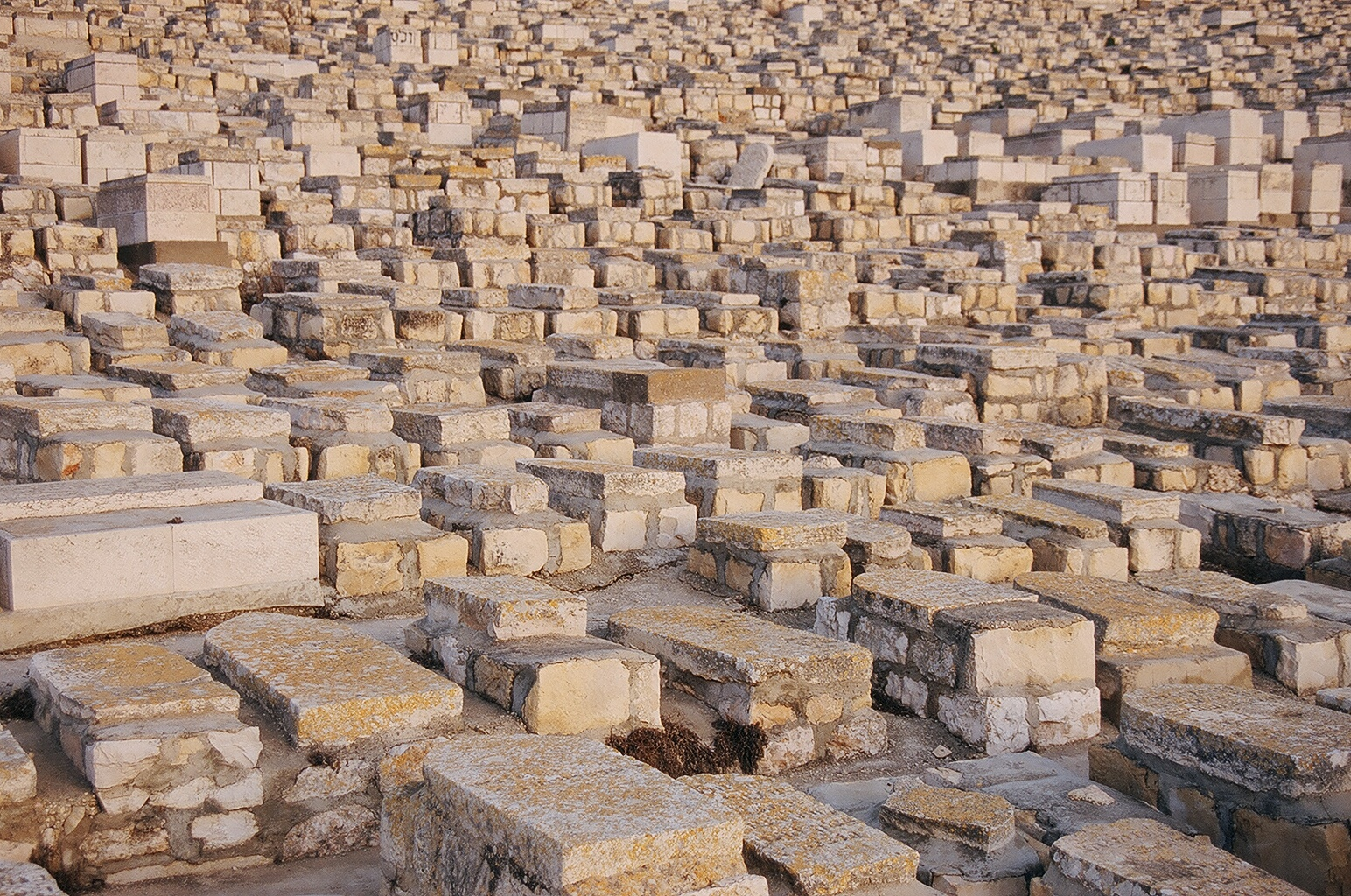
Le mont des Oliviers plus grand cimetière de Jérusalem composé de dalles selon la tradition sépharade.

Ensuite, la levée du corps se déroule en une heure. Le corps du défunt, couvert des pieds à la tête, est exposé dans un cercueil dans sa maison où à l'hôpital. Seule la famille est autorisée à rester autour du cercueil. À ce moment-là, la personne qui a nettoyé le corps lit les tehillim. Enfin, a lieu l'enterrement. Les amis et la famille se rendent au cimetière, un discours en hommage au défunt est prononcé et des bénédictions sont récitées avant la mise en terre. Lorsque l'on enterre le cercueil, les endeuillés (fils, frères et parents du défunt) jettent de la terre sur le cercueil avant de l'ensevelir. Les endeuillés déchirent alors leur vêtement en signe de deuil et récitent enfin le Kaddish.
La religion juive accorde une importance extrême et un profond respect au défunt. On récitera alors le Kaddish au moins une fois par jour pendant un an à partir de l'enterrement, dans le but de sanctifier le nom divin.
Pour le Judaïsme la mort fait partie de l’ordre du monde, selon l’anthropologue D. Rouach devant la mort quatre attitudes peuvent être définies : l’homme ne peut éviter la mort ; la mort est la conséquence de ses péchés ; la mort n’a pas de raison d’être ; la mort annonce une ère nouvelle.

### Spiritisme
Les spirites considèrent que chaque individu existe avant sa naissance et s'incarne sur la Terre pour progresser et vivre une expérience éducative. L'incarnation provoquant une perte temporaire du souvenir des vies antérieures. La mort du corps matériel libère l'esprit éternel de l'homme, qui retourne ensuite dans une « dimension spirituelle » correspondant à son niveau d'avancement.

### Témoins de Jéhovah
Les Témoins de Jéhovah croient que lors de la mort le corps retourne à la poussière (Ecclésiaste 3:20). La mort pour les Témoins de Jéhovah est donc le contraire de la vie. Les morts n'ont donc aucune activité et ne se rendent compte de rien (Ecclésiaste 9:5,10).
L'espérance des Témoins de Jéhovah pour les morts réside en la croyance de la résurrection. Cette résurrection doit avoir lieu sur la Terre, lorsque Dieu aura rétabli les conditions originelles (un Paradis). Toute personne, « juste » ou « injuste », doit être ressuscitée selon Jean 5:28,29 et Actes 24:15. La résurrection de « jugement » pour les « injustes » sera l'occasion pour eux de démontrer leur volonté de reconnaître Dieu et sa souveraineté.
Quelques hommes, les « membres oints » (au nombre de 144 000) iront aux côtés de Jésus‑Christ afin « d'administrer » les humains et le paradis. Ils rejoindront le milieu spirituel.

### Saints des derniers jours
Pour les saints des derniers jours (mormonisme), la préexistence, vie avant la naissance en présence de Dieu, la vie sur terre, temps de mise à l’épreuve et d’expériences, et la vie après la mort font partie du plan de salut.
Après la mort, le monde des esprits est l’endroit où attend l’esprit de l’homme entre la mort et la résurrection. Il comporte deux parties distinctes : la prison des esprits où sont reçus ceux qui n'ont pas obéi à l'Évangile ou qui ne l'ont pas accepté pendant qu'ils étaient sur la terre ou qui n'ont pas eu l'occasion de l'entendre, et le paradis.
L'Évangile est enseigné dans la prison des esprits et ceux qui acceptent le sacrement du baptême célébré en leur faveur dans les temples vont dans le paradis. Chaque être humain ressuscitera (réunion du corps et de l’esprit) avant d’être amené devant Dieu pour le jugement dernier où sera tenu compte de la globalité de la personne jugée (connaissance, actes, paroles, pensées, désirs, repentance). Selon ces critères, l’un des trois degrés de gloire, téleste, terrestre ou céleste (en présence de Dieu) lui sera attribué.

## Symbolique

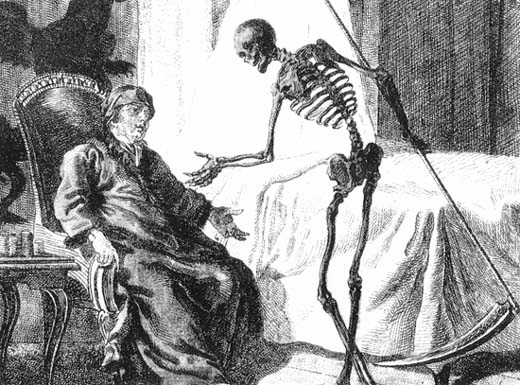
La Faucheuse est l'une des allégories de la Mort.

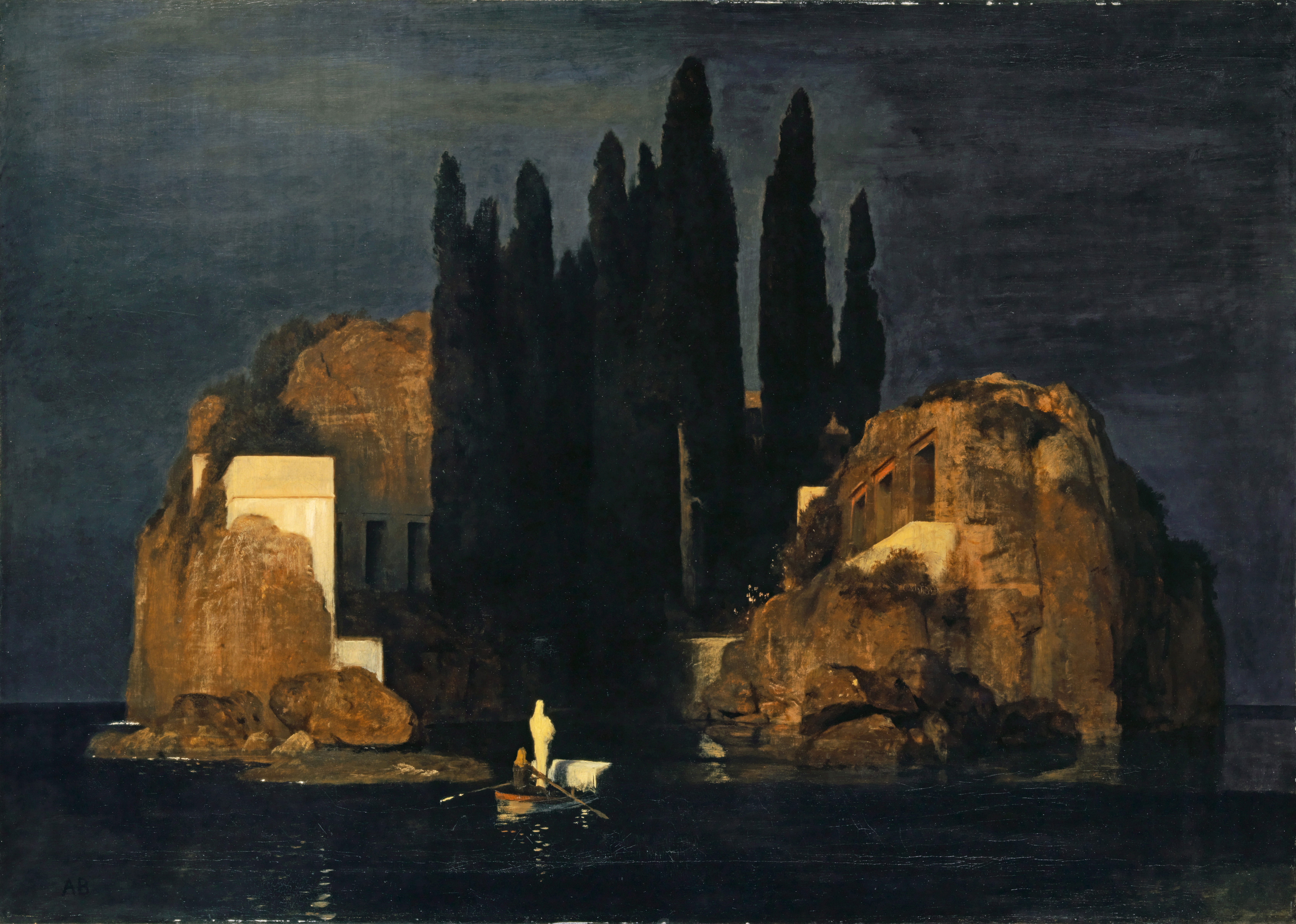
L'Île des morts, d'Arnold Böcklin.

La haute teneur symbolique de la mort et la forte charge affective liée au décès d’êtres humains ont façonné l’imaginaire des Hommes qui ont créé un personnage, la Mort, qui vient chercher les gens au terme de leur vie.
Deux représentations symboliques se démarquent : la douce et l’austère. La première se réfère à la douce mort qui libère des souffrances infinies auxquelles la vie nous oblige. La deuxième vient souligner le côté cruel, froid et irrémédiable qu’elle peut prendre lorsque les proches du défunt le pleurent.

## Statistiques
Les statistiques modernes de mortalité humaine ne concernent que les personnes ayant été vivantes, ne serait-ce que quelques secondes, à l'exclusion des statistiques de mortinatalité. Cependant, dans le passé, plusieurs pays incluaient dans la mortinatalité une partie des décès peu après la naissance, et les excluaient donc des statistiques de mortalité, ce qui pose des problèmes de comparabilité des données dans le temps et dans l'espace (entre pays)[réf. nécessaire].
Les causes de mortalité sont un élément important de l’épidémiologie. En France, elles sont suivies par un laboratoire de l’INSERM, le Centre d'épidémiologie sur les causes médicales de décès (CépiDc) ; centre collaborateur OMS) qui alimente une base de données depuis 1968 : près de 18 millions de données, issues des « certificats de décès » (établis par les médecins lors du constat de décès) et des « bulletins de décès » faits par l’officier d’état civil en mairie.

## Aspect juridique et démarches administratives
Dans la plupart des pays développés, le médecin remplit alors un certificat de décès comportant la date et l’heure de la constatation de la mort, l’identité de la personne décédée, les causes suspectées, l’absence de contre-indication à une inhumation ou à une crémation. L'état de mort légale entraîne la perte des droits de la personnalité : la personne décédée n'est plus considérée, en tant que personne au sens juridique du terme. Cependant, en France, le droit du défunt au respect est assuré par la loi « Le respect dû au corps humain ne cesse pas avec la mort. Les restes des personnes décédées, y compris les cendres de celles dont le corps a donné lieu à crémation, doivent être traités avec respect, dignité et décence. »

### En Belgique
En Belgique, les formalités légales à accomplir et les documents à obtenir lors d'un décès sont les suivants,,, :
1. Constat de décès : La première formalité à accomplir dans les plus brefs délais est de faire constater le décès. En cas de décès à domicile, le premier médecin auquel il doit être fait appel est le médecin traitant du patient. Il est censé se déplacer s'il en a la possibilité, même s'il n'est pas de garde ; sinon le médecin de garde est tenu de le faire. En cas de décès à l'hôpital, le constat est fait par un médecin sur place. En cas de décès sur la voie publique, la police doit être appelée et convoque le médecin de service pour le constat. Le médecin procède à un examen attentif du corps dénudé pour vérifier l'absence de traces de mort violente ou suspecte et la présence d'un pacemaker ou d’un défibrillateur implantable qui pourraient constituer un obstacle à l'inhumation ou à la crémation.
2. Attestation (ou certificat) de décès : Le médecin complète un document en plusieurs volets reprenant différentes mentions d'ordre administratif (identité et domicile du défunt), statistique (date, heure et lieu du décès) et médical (type et cause du décès).
3. Déclaration de décès : La déclaration est à introduire au service État civil de la commune où la personne est décédée. Avec l'attestation du médecin, le déclarant doit fournir sa carte d'identité et celle du défunt.
4. Acte de décès : L'officier de l'état civil établit un acte officiel qui lui permet d'accorder l'autorisation de transport et d'inhumation ou de crémation du défunt, et le transmet à la commune où le défunt résidait.
5. Permis d'inhumer : Le permis qui ne peut être délivré, par l'officier de l'État civil, que 24 heures après le certificat de décès permet de disposer du corps et de faire procéder à l'inhumation ou à l'incinération.
6. Certificat ou acte d'hérédité : Après avoir vérifié l'existence éventuelle d'un testament, le notaire établit ce document qui permet de débloquer les comptes du défunt.
7. Déclaration de succession : Ce document est à introduire dans un délai de quatre mois par les héritiers eux-mêmes ou par un notaire.
8. Déclaration d'impôts : Une déclaration d'impôts au nom du défunt doit être rentrée dans l'année par les héritiers et légataires universels.

### En France
En France, après le constat du décès et l'établissement du certificat de décès, l'officier de l'État civil dresse un acte de décès. Le corps peut être ensuite transporté, sans cercueil, dans un véhicule spécifique, par une entreprise funéraire, dans un délai de 48 heures après le décès. Ce transport, qui nécessite une déclaration préalable à la mairie du lieu de décès effectuée par l'entreprise funéraire elle-même, peut se réaliser :
- soit de l'établissement de santé dans lequel le décès est survenu vers un domicile ou une chambre funéraire ;
- soit du domicile du décédé ou de la voie publique vers la chambre funéraire.

L'inhumation ou la crémation du corps de la personne décédée doit avoir lieu dans un délai de six jours après le décès (non compris dimanches et jours fériés). Si le délai légal devait être dépassé, une dérogation peut être demandée à la préfecture du département en justifiant de la raison du délai. La demande de dérogation est réalisée par l'entreprise funéraire.